# Sauris
Sauris é uma comuna italiana da região do Friuli-Venezia Giulia, província de Udine, com cerca de 414 habitantes. Estende-se por uma área de 41 km², tendo uma densidade populacional de 10 hab/km². Faz fronteira com Ampezzo, Forni di Sopra, Forni di Sotto, Ovaro, Prato Carnico, Vigo di Cadore (BL).

## Demografia
| Variação demográfica do município entre 1861 e 2011                               |
|                                                                                   |
| Fonte: Istituto Nazionale di Statistica (ISTAT) - Elaboração gráfica da Wikipedia |